# الکساندر بلایف
الکساندر رومانوویچ بلایف (روسی: Алекса́ндр Рома́нович Беля́ев [ɐlʲɪkˈsandr rɐˈmanəvʲɪtɕ bʲɪˈlʲæɪf]؛ زاده ۱۶ مارس ۱۸۸۴- درگذشته ۶ ژانویهٔ ۱۹۴۲ (۵۷ سال) نویسنده، گزارشگر، نظریه‌پرداز حقوق، روزنامه‌نگار و نویسنده داستان‌های علمی–تخیلی روسی اهل اتحاد جماهیر شوروی بود. آثار او از دهه ۱۹۲۰ و ۱۹۳۰ او را به چهره‌ای بسیار مورد توجه در داستان‌های علمی-تخیلی روسی تبدیل کرد که اغلب از او به عنوان «ژول ورن روسی» یاد می‌شد.
با بیش از ۵۰ داستان به‌جا مانده از آلکساندر بلایف، وی به عنوان یکی از بهترین داستان‌سرایان علمی و تخیلی شوروی سابق به شناخته می‌شود؛ نویسنده‌ای که آثارش بیانگر شرایط نابسامانی است که انسان معاصر را دربر گرفته و او را می‌هراساند.
معروف‌ترین کتاب‌های بلایف عبارتند از سر پروفسور داول، مرد دوزیست، آریل و فروشنده هوا. از دیگر داستان‌های بلایف می‌توان به ماهی مرد، جستن برای هیچ و جزیره کشتی‌های مرده اشاره کرد.
فیلم‌های علمی–تخیلی بسیاری از آثار الکساندر بلایف به زبان روسی ساخته شده‌است.
در ایران از آثار او کتاب مرد دریایی با ترجمه آزیتا برج‌خانی از سوی نشر امرود منتشر شده‌است.